# Macroglossum spilonotum
Macroglossum spilonotum är en fjärilsart som beskrevs av Rothschild och Jordan 1912. Macroglossum spilonotum ingår i släktet Macroglossum och familjen svärmare. Inga underarter finns listade i Catalogue of Life.